# Autoroute A32 (Portugal)
Pour les articles homonymes, voir A32.
L'autoroute portugaise A32 relie l'  à proximité de Carvalhos, à Oliveira de Azeméis en passant à proximité de Santa Maria da Feira et São João da Madeira. Elle a été mise en service le 10 octobre 2011.
Elle permet de décongestionner en partie l' N 1  et de proposer une nouvelle alternative à l'. Sa longueur est de 34 km.
Il est prévu de prolonger l'A32 jusqu'à Coimbra.
Cette autoroute est payante (concessionnaire : Brisa). Un trajet Porto-Oliveira de Azeméis pour un véhicule léger coute 2€95.

## État des tronçons
| Tronçon                                                             | État (2011)                                                                                           | km   |
| ------------------------------------------------------------------- | --- | ---- |
| Carvalhos () - Oliveira de Azeméis ( N 224 )                        | En service (10/2011) (Concession: Douro Litoral)                                                      | 34,7 |
| Oliveira de Azeméis - Mealhada ()                                   | Adjudication du projet repoussée pour cause de crise économique (Concession : Autoestradas do Centro) | 54   |
| Mealhada () - Coimbra (Trouxemil) (tronc commun avec la future A24) | Adjudication du projet repoussée pour cause de crise économique (Concession : Autoestradas do Centro) | 14   |

## Trafic
| Section                            | Trafic (en véhicules par jour) en 2012 |
| ---------------------------------- | -------------------------------------- |
| N 224 - N 227                      | 873                                    |
| N 227 - São João da Madeira        | 1853                                   |
| São João da Madeira - Gião/Louredo | 4547                                   |
| Gião/Louredo - Canedo              | 4676                                   |
| Canedo -                           | 6179                                   |
| - Olival                           | 4726                                   |
| Olival -                           | 5470                                   |

## Capacité
| Section                                    | Capacité | Longueur |
| ------------------------------------------ | -------- | -------- |
| - Olival                                   |          | 6 km     |
| Olival - (CREP)                            |          | 4 km     |
| (CREP) - Santa Maria da Feira              |          | 12 km    |
| Santa Maria da Feira - Oliveira de Azeméis |          | 12 km    |

## Itinéraire
| Sorties                     | Villes                                             |
| --------------------------- | -------------------------------------------------- |
| 01                          | Oliveira de Azeméis N 224 Vale de Cambra N 224     |
| 02                          | Vale de Cambra N 227 São João da Madeira-Sud N 227 |
| 03                          | Santa Maria da Feira São João da Madeira-Nord      |
| 04                          | Gião Louredo                                       |
| 05                          | Canedo                                             |
| 06                          | Espinho (CREP) Valongo (CREP)                      |
| Péage de Seixo Alvo (km 25) |                                                    |
| Tunnel de Seixo Alvo (300m) |                                                    |
| 07                          | Olival São Martinho de Arnelas                     |
| 08                          | Porto Espinho                                      |